# جان خليل
جان خليل (30 نوفمبر 1966 -) هو مغني وممثل سوري.

## حياته
من مواليد عام 1966 في بيروت، بدأ الغناء والعزف على العود في منذ كان في الرابعة عشر من عمره، يتمتع جان خليل بصوت قوي حقق حضورا بين الاصوات الغنائية في سوريا في التسعينات، ساعده صوته القوي الجميل بغناء اللون الجبلي له عدد من الالبومات الغنائية.شارك في العديد من الشارات التلفزيونية السورية ومنها شارة مسلسل حاجز الصمت وشارة مسلسل الحب في زمن السلم والحرب.